# Wollamba River
Wollamba River är ett vattendrag i Australien. Det ligger i delstaten New South Wales, i den sydöstra delen av landet, omkring 220 kilometer nordost om delstatshuvudstaden Sydney. Genomsnittlig årsnederbörd är 1 701 millimeter. Den regnigaste månaden är februari, med i genomsnitt 313 mm nederbörd, och den torraste är oktober, med 46 mm nederbörd.